# 聖洛朗站

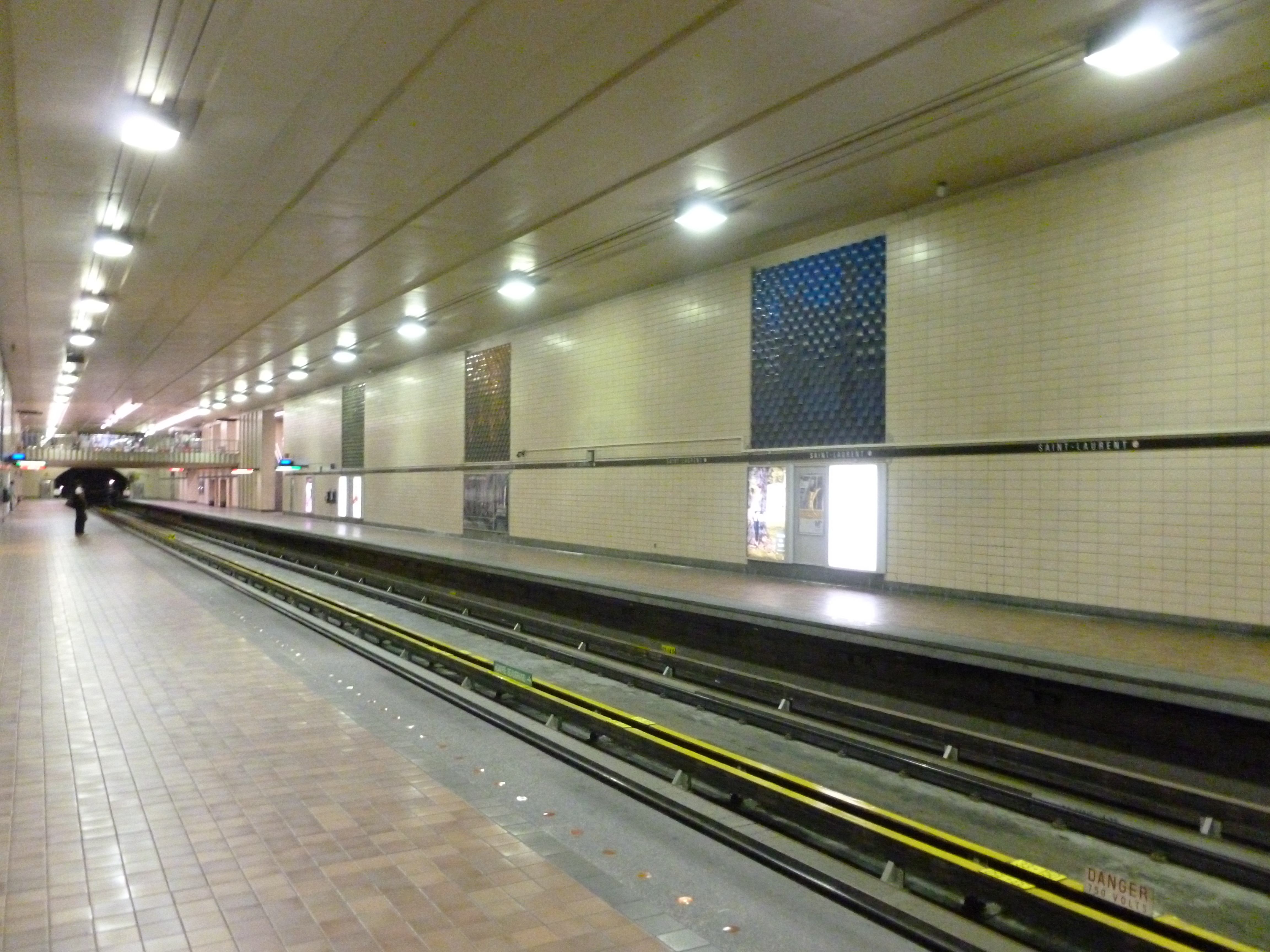
聖洛朗站的月台

聖洛朗站，广东话译聖洛康站（法語：Station Saint-Laurent）位於加拿大魁北克省蒙特利爾市中心聖洛朗大道。

## 外部連結
- （法文）（英文）蒙特利爾交通局：聖洛朗站 （页面存档备份，存于）（英文） （页面存档备份，存于）
- （法文）（英文）：聖洛朗站[永久]（英文）[永久]，含有聖洛朗站的資訊、歷史、車站結構與藝術品資料。